# Зямбайгуртское (сельское поселение)
Зямбайгу́ртское — упразднённое муниципальное образование со статусом сельского поселения в Вавожском районе Удмуртии Российской Федерации..
9 июля 2020 года из Брызгаловского сельского поселения передана деревня Квашур.
Административный центр — деревня Зямбайгурт.
Законом Удмуртской Республики от 26 апреля 2021 года № 30-РЗ к 9 мая 2021 года упразднено в связи с преобразованием муниципального района в муниципальный округ.

## Население
| 2010 | 2012 | 2013 | 2014 | 2015 | 2016 |
| ---- | ---- | ---- | ---- | ---- | ---- |
| 622  | ↗629 | ↗630 | ↘623 | ↗625 | ↘607 |
| 2017 | 2018 | 2019 | 2020 | 2021 |      |
| ↘605 | ↘596 | ↘583 | ↘570 | ↘509 |      |

## Состав сельского поселения
| № | Населённый пункт | Тип населённого пункта          | Население |
| - | ---------------- | ------------------------------- | --------- |
| 1 | Зямбайгурт       | деревня, административный центр | ↗594      |
| 2 | Квашур           | деревня                         | ↗10       |
| 3 | Старая Бия       | деревня                         | →35       |